# ROSIER
「ROSIER」（ロージア）は、LUNA SEAの楽曲。3枚目のシングルとして1994年7月21日にMCAビクターから発売された。
初回限定盤はオリジナルプラケース入りで、フォトカードが封入されている。
プロモーション・ビデオは1994年第36回日本レコード大賞最優秀プロモーションビデオ賞に選ばれた。

## 収録曲
全作詞・作曲・編曲: LUNA SEA
1. ROSIER [5:15]
  - J原曲。
  - 間奏の英詞はJが書いたものであり、自分自身に向けて書いた遺書であるといわれる（前作『EDEN』制作中にスランプになってしまった、そんな今までのくだらない自分に葬式を挙げるという意味で）[2]。ライヴでは、間奏中Jがベースを弾きながらこの英詞を朗読した後、「行くぞ、○○（大抵はライヴ会場名）!」と叫びながらマイクスタンドを後方へ放り投げるパフォーマンスが定番である[3]。
  - シングルで発売された本作は曲の最後でフェードアウトするのに対し、4thアルバム『MOTHER』に収録されている同曲は曲のコーダまで収録され、最後はRYUICHIの"I'm the trigger"の台詞とギターアンプのノイズで終わる。シングルバージョンは『SINGLES』のみの収録で、その他のベストアルバムはアルバムバージョンでの収録。
2. RAIN [5:35]
  - INORAN原曲。

## カバー
- HIGH and MIGHTY COLOR（2007年、トリビュート・アルバム『LUNA SEA MEMORIAL COVER ALBUM -Re:birth-』の5曲目/2008年、4thアルバム『ROCK PIT』の11曲目にそれぞれ収録。）
- サカモト教授（2011年、カバーアルバム『サカモト教授の8bitジュークボックス』に収録[4]。）
- defspiral（2012年、コンピレーション・アルバム『CRUSH!3 -90's V-Rock best hit cover LOVE songs-』に収録）
- 華原朋美（2014年、『喰女-クイメ-』イメージソング[5]。カバー・アルバム『MEMORIES 2 -Kahara All Time Covers-』に収録）
- SHOW-YA（2014年、カバー・アルバム『Glamorous Show〜Japanese Legendary Rock Covers』に収録）[6]

## 収録アルバム
- ROSIER
  - MOTHER
  - SINGLES
  - NEVER SOLD OUT
  - PERIOD 〜THE BEST SELECTION〜
  - LUNA SEA COMPLETE BEST
  - LUNA SEA 3D IN LOS ANGELES
  - LUNA SEA COMPLETE BEST -ASIA LIMITED EDITION-
  - LUNA SEA 25th Anniversary Ultimate Best -THE ONE-
  - NEVER SOLD OUT 2
- RAIN
  - SINGLES
  - SLOW
  - LUNA SEA COMPLETE BEST -ASIA LIMITED EDITION-

## その他
- 2025年8月、日本マクドナルドのCM「チーチーダブチ/てりやき『LUNA CHEE』」篇に楽曲が使用された（歌詞は商品に合わせた替え歌。歌唱はものまねタレントのたむたむ）。なお、Web限定ムービーには本家であるLUNA SEAメンバーが出演している[7]。